# Pseudemys gorzugi
Pseudemys gorzugi — вид черепах з роду Прикрашені черепахи родини Прісноводні черепахи.

## Розповсюдження
Вид поширений у прісних водоймах басейну річки Ріо-Гранде у Мексиці (Чіуауа, Коауїла, Нуево Леон, Тамауліпас), та США (Нью-Мексико і Техас).